# فيرجينيا هينلي
فيرجينيا هينلي (بالإنجليزية: Virginia Henley)‏ (5 ديسمبر 1935، بولتن في المملكة المتحدة)؛ كاتِبة وروائية بريطانية.